# Koumi (Bobo-Dioulasso)
Pour les articles homonymes, voir Koumi.
Koumi est une commune rurale du département de Bobo-Dioulasso de la province du Houet dans la région des Hauts-Bassins au Burkina Faso.

## Géographie
Koumi est située dans le 6e arrondissement du département de Bobo-Dioulasso, à 16 km du centre de Bobo-Dioulasso sur la route nationale 8.

## Éducation et santé
La commune de Koumi a donné son nom, depuis 1935, au grand séminaire Saint-Pierre-Claver rattaché à l'archidiocèse de Bobo-Dioulasso pour la formation des prêtres burkinabès. Avec le redécoupage des arrondissements et des territoires communaux, le séminaire est désormais administrativement situé sur le territoire de la commune voisine de Nasso.
Koumi accueille un centre de santé et de promotion sociale (CSPS) tandis les hôpitaux de Bobo-Dioulasso assurent les soins les plus importants.

## Culture et religion
À l'instar de tous les villages bobo, les habitants de Koumi sont animistes ou chrétiens et croient tous en un seul Dieu appelé Lo[réf. nécessaire]. Le village est divisé en trois castes que sont : les forgerons "kiè", les griots "contèmè" et les nobles "sinsiin".[réf. nécessaire]